# Gare de Torfou
Gare de Torfou – przystanek kolejowy w Torfou, w departamencie Maine i Loara, w regionie Kraj Loary, we Francji. Jest zarządzany przez SNCF (budynek dworca) i przez RFF (infrastruktura). 
Przystanek jest obsługiwana przez pociągi TER Pays de la Loire. 

## Położenie
Znajduje się na linii Clisson – Cholet, w km 15,200, między stacjami Boussay - La Bruffière i Cholet, na wysokości 99 m n.p.m.

## Linie kolejowe
- Clisson – Cholet